# San Diego Barracudas
Die San Diego Barracudas waren ein US-amerikanisches Inlinehockeyfranchise aus San Diego im Bundesstaat Kalifornien. Es existierte von 1993 bis 1996 und nahm an vier Spielzeiten der professionellen Inlinehockeyliga Roller Hockey International teil. Die Heimspiele des Teams wurden in der San Diego Sports Arena ausgetragen.

## Geschichte
Die San Diego Barracudas waren 1993 eines von zwölf Teams, die in der Saison 1993 am Spielbetrieb der neu gegründeten professionellen Roller Hockey International teilnahmen. In ihrer Premierensaison, mit Cheftrainer Robbie Nichols, verpasste das Team die Playoffs um den Murphy Cup. 
In ihrer zweiten Saison erreichte das Team das Conference-Viertelfinale und verlor gegen die Los Angeles Blades. 1995 gelangte das Team bis in das Conference-Halbfinale und unterlag im kalifornischen Duell den Anaheim Bullfrogs. In ihrer letzten Spielzeit, mit dem renommierten Cheftrainer Steve Martinson, verpassten die Barracudas die Teilnahme an den Playoffs deutlich.
Nach der Saison 1996 wurde das Team aufgelöst.
1993 hatte das Team einen Zuschauerschnitt von 4402, dieser sank im Folgejahr deutlich auf 3143 Zuschauer. Nachdem in der Spielzeit 1995 die Zuschauerzahlen wieder anstiegen, musste in der letzten Saison erneut ein rückläufiges Zuschauerinteresse hingenommen werden.
Die Teamfarben waren Blaugrün, Lila und Schwarz.

## Saisonstatistik
Abkürzungen: Sp = Spiele, S = Siege, N = Niederlagen, U = Unentschieden, OTN = Niederlagen nach Overtime oder Shootout, Pkt = Punkte, T = Erzielte Tore, GT = Gegentore
| Saison | Sp | S  | N  | U | OTN | Pkt | T   | GT  | Platz       | Playoffs                                                                                              |
| 1993   | 14 | 5  | 9  | 0 | –   | 10  | 109 | 130 | 4., Buss    | nicht qualifiziert                                                                                    |
| 1994   | 22 | 9  | 9  | 4 | –   | 22  | 171 | 178 | 4., Pacific | Niederlage im Conference-Viertelfinale, 0:2 (Los Angeles)                                             |
| 1995   | 24 | 12 | 11 | 1 | –   | 25  | 167 | 172 | 3., Pacific | Sieg im Conference-Viertelfinale, 2:1 (Sacramento) Niederlage im Conference-Halbfinale, 0:2 (Anaheim) |
| 1996   | 28 | 9  | 18 | – | 1   | 19  | 183 | 233 | 4., Pacific | nicht qualifiziert                                                                                    |

## Bekannte Spieler
- Ralph Barahona
- Paul Comrie
- Matt DelGuidice
- Clark Donatelli
- Larry Floyd
- Scott Gruhl
- Yves Héroux
- Max Middendorf
- Jason Ruff
- Daniel Shank